# فرودگاه بین‌المللی لس آنجلس
فرودگاه بین‌المللی لس آنجلس (به انگلیسی: Los Angeles International Airport) (یاتا: LAX، ایکائو: KLAX، موقعیت‌یاب اف‌آآ: LAX) فرودگاهی بین‌المللی در شهر لس آنجلس در ایالت کالیفرنیا است که بزرگ‌ترین و پررفت‌وآمدترین فرودگاه لس آنجلس بزرگ و ایالت کالیفرنیا، و یکی از مهم‌ترین فرودگاه‌های ایالات متحده آمریکا محسوب می‌شود. در سال ۲۰۱۵ میلادی، این فرودگاه ۷۴٬۹۳۶٬۲۵۶ تن مسافر را جابه‌جا کرد که نسبت به سال گذشته ۶٪ افزایش داشت، و سبب شد تا در ردهٔ هفتم فرودگاه‌های پررفت‌وآمد جهان بر پایه شمار مسافر قرار گیرد؛ همچنین در فهرست پررفت‌وآمدترین فرودگاه‌های جهان بر پایه تعداد پروازها، فرودگاه بین‌المللی لس آنجلس در ردهٔ سوم قرار دارد.
فرودگاه بین‌المللی لس آنجلس قطب شرکت‌های یونایتد ایرلاینز، دلتا ایرلاینز، امریکن ایرلاینز، آلاسکا ایرلاینز، و ویرجین آمریکا است و نقش شهر کانونی برای الیجنت ایر، ایر نیوزیلند، کانتاس، ساوت‌وست ایرلاینز، اسپیریت ایرلاینز و ولاریس را ایفا می‌کند.

## شرکت‌های هواپیمایی و مقصدهای پروازی

### مسافری
از فرودگاه بین‌المللی لس آنجلس به ۱۰۱ مقصد داخلی و ۸۵ مقصد بین‌المللی در آمریکای شمالی، آمریکای جنوبی، اروپا، خاورمیانه، آفریقا، آسیا و اقیانوسیه، پرواز مستقیم انجام می‌شود. شرکت‌های هواپیمایی امریکن ایرلاینز و امریکن ایگل بیش‌ترین تعداد پروازهای خروجی از این فرودگاه را دارند و پس از آن‌ها یونایتد ایرلاینز، یونایتد اکسپرس و ساوت‌وست ایرلاینز.
| شرکت‌های هواپیمایی                          | مقصدهای پروازی |
| ------------------------------------------ | --- |
| ایر لینگاس                                 | فرودگاه دوبلین |
| آئروفلوت                                   | شرمتیوو |
| آئرومکزیکو                                 | دن میگوئل هیدالگو وای کوستیا، مکزیکو سیتی |
| آئرومکزیکو کانکت                           | دل بایو (آغاز از ۱ اکتبر ۲۰۱۷), ماریانو اسکبیدو (آغاز از ۱ سپتامبر ۲۰۱۷) |
| ایر کانادا                                 | کالگری، مونترآل-پییر الیوت ترودو، پیرسون تورنتو، ونکوور |
| ایر چاینا                                  | پکن، شنژن بن (آغاز از ۷ دسامبر ۲۰۱۷) |
| ایر فرانس                                  | فاآ، شارل دوگل |
| ایر نیوزیلند                               | اوکلند، هیترو، راروتونگا |
| ایر تاهیتی نوی                             | فاآ، شارل دوگل |
| آلاسکا ایرلاینز                            | تد استیونز انکوریج، فرودگاه بین‌المللی ثرگود مارشال بالتیمور واشینگتن، دن میگوئل هیدالگو وای کوستیا، خوزه مارتی، ایکستاپا-سیواتانخو، دنیل اودوبر کیروش، لورتو، پلایا دو اورو، ژنرال رافائل بولنا، مکزیکو سیتی، پورتلند، ال آی سی. گوستاو دیاز اورداز، سالت‌لیک‌سیتی، لوس کابوس، خوآن سانتاماریا، سیاتل-تاکوما، رونالد ریگان |
| آلاسکا ایرلاینز اجرا توسط هوریزن ایر       | مموث یوسمیتی، رگو ولی-مدفورت، فرودگاه بین‌المللی سان خوزه (آغاز از ۵ نوامبر ۲۰۱۷)، فرودگاه چارلز م. شولتس شهرستان سنوما فصلی: فریدمن ممریال |
| آلاسکا ایرلاینز اجرا توسط اسکای‌وست         | مکزیکو سیتی (آغاز از ۶ نوامبر ۲۰۱۷), سان خوزه (آغاز از ۲۰ سپتامبر ۲۰۱۷) |
| آلیتالیا                                   | لئوناردو دا وینچی-فیومیچینو |
| آل نیپون ایرویز                            | هانه‌دا، ناریتا |
| الیجنت ایر                                 | آلبوکرکی، بلینگهم، بویزی، سینسیناتی/کنتاکی شمالی (آغاز از ۱۶ نوامبر ۲۰۱۷), اوژن، گرند جانکشن، مک‌آلن-میلر، رگو ولی-مدفورت، ممفیس، پروو، رنو تاهوئه، اسپرینگفیلد-برانسون، تالسا فصلی: بیلینگز لوگان، آیوای شرقی، دی موین، آیووا، هکتور، نورث‌وست, گریت فالز، آیداهو فالز\|آیداهو فالز، گلیشر پارک، صخره کوچک ملی، میسولا، مونتروز، ویل راجرز، سو فالز، فرودگاه تری-سیتیز, ویچیتا مید-کانتیننت |
| امریکن ایرلاینز                            | هارتسفیلد-جکسون آتلانتا، آستین، فرودگاه بین‌المللی پکن (آغاز از ۵ نوامبر ۲۰۱۷), فیلیپس اس. دبلیو. گلدسان، لوگان، کانکون، کینتانا رو، شارلوت داگلاس، اوهر شیکاگو، پورت کلمبوس، دالاس-فورت ورث، دنور، بردلی، هنگ کنگ، هونولولو، ایندیاناپلیس، کاهولوی، کونا، مک‌کاران، فرودگاه لیهوئهلیهوئه، هیترو، مکزیکو سیتی، میامی، فرودگاه بین‌المللی مینیاپولیس−سنت پل (پایان در ۶ نوامبر ۲۰۱۷), نشویل، لوئیز آرمسترانگ نیو اورلنان، جان اف کندی، اورلاندو, فیلادلفیا، فینکس اسکای هاربر، ال آی سی. گوستاو دیاز اورداز، رالی-دورهام، لامبرت-ست لوی، لوس کابوس، سائو پائولو گوارولوس، سیاتل-تاکوما، شانگهای پودنگ، سیدنی، هانه‌دا، ناریتا، پیرسون تورنتو، ونکوور، دالس واشینگتن، فرودگاه ملی رونالد ریگان واشینگتن فصلی: تد استیونز انکوریج، فرودگاه اوکلند، شهرستان ایگل، جکسن هول، سکرامنتو، فرودگاه بین‌المللی سنگستر چارتر: خوزه مارتی |
| امریکن ایگل                                | آلبوکرکی، دنور، ال پاسو، اوژن، نورث‌وست, فرسنو یوسیمیتی، جرج بوش، کانزاس‌سیتی، ژنرال رافائل بولنا، رگو ولی-مدفورت، مونتروز، ویل راجرز، اپلی، فینکس اسکای هاربر، پورتلند، رنو تاهوئه، سکرامنتو، سالت‌لیک‌سیتی، سن آنتونیو، سن دیه‌گو، سانفرانسیسکو، سان خوزه، سیاتل-تاکوما، توسان، فرودگاه بین‌المللی ونکوور فصلی: شهرستان اسپن – پیتکین، آستین، شهرستان دورانگو-لا پلاتا، فرودگاه محلی گرند جانکشن، جکسن هول، رابرت فیلد |
| آسیانا ایرلاینز                            | اینچئون |
| آسترین ایرلاینز                            | فصلی: وین |
| اویانکا                                    | فرودگاه بین‌المللی ال دورادو |
| اویانکا کاستاریکا                          | لا آررا، خوآن سانتاماریا، فرودگاه بین‌المللی السالوادور |
| اویانکا السالوادور                         | فرودگاه بین‌المللی السالوادور |
| بوتیک ایر                                  | فرودگاه اینیوکرن، فرودگاه منطقه‌ای مرسد |
| بریتیش ایرویز                              | فرودگاه هیترو لندن |
| کاتای پاسیفیک                              | فرودگاه بین‌المللی هنگ کنگ |
| چاینا ایرلاینز                             | فرودگاه بین‌المللی تائویوان تایوان |
| هواپیمایی شرقی چین                         | نانجینگ لوکو، فرودگاه بین‌المللی شانگهای پودنگ |
| هواپیمایی جنوبی چین                        | فرودگاه بین‌المللی بایون گوآنگجو |
| کوپا ایرلاینز                              | فرودگاه بین‌المللی توکومن |
| دلتا ایرلاینز                              | هارتسفیلد-جکسون آتلانتا، آستین، فیلیپس اس. دبلیو. گلدسان، لوگان، کانکون، کینتانا رو، سینسیناتی/کنتاکی شمالی، پورت کلمبوس، فرودگاه بین‌المللی دالاس-فورت ورث (ازسرگیری دوباره از ۲ سپتامبر ۲۰۱۷), متروپولیتن شهرستان وین دیترویت، لا آررا، هونولولو، ایندیاناپلیس، ایکستاپا-سیواتانخو، کاهولوی، کونا، کانزاس‌سیتی، مک‌کاران، لیهوئه، ممفیس، مکزیکو سیتی (آغاز از ۱ دسامبر ۲۰۱۷), مینیاپولیس−سنت پل، نشویل، لوئیز آرمسترانگ نیو اورلنان، جان اف کندی، اوکلند، اورلاندو, فینکس اسکای هاربر، پورتلند، ال آی سی. گوستاو دیاز اورداز، رالی-دورهام، سکرامنتو، سالت‌لیک‌سیتی، سن دیه‌گو، سان خوزه، لوس کابوس، خوآن سانتاماریا، السالوادور، سیاتل-تاکوما، شانگهای پودنگ، سیدنی، تمپا، هانه‌دا، فرودگاه ملی رونالد ریگان واشینگتن فصلی: دنیل اودوبر کیروش، اوگوستو سزار ساندینو، میامی، فرودگاه بین‌المللی ونکوور                          |
| دلتا کانکشن                                | فرودگاه بین‌المللی آلبوکرکی (آغاز از ۱ اکتبر ۲۰۱۷), آستین، بویزی، دالاس-فورت ورث، دنور، کانزاس‌سیتی، مک‌کاران، فرودگاه بین‌المللی ژنرال ماریانو اسکبیدو (پایان در ۳۰ اوت ۲۰۱۷), اوکلند، فینکس اسکای هاربر، سکرامنتو، سن آنتونیو، سن دیه‌گو، سان خوزه، اسپوکن، توسان، فرودگاه بین‌المللی ونکوور فصلی: شهرستان اسپن – پیتکین، بوزمن یلوواستون، جکسن هول، گلیشر پارک، میسولا، پورتلند، فرودگاه فریدمن ممریال |
| Delta Shuttle                              | سانفرانسیسکو، فرودگاه بین‌المللی سیاتل-تاکوما |
| ال عال                                     | فرودگاه بین‌المللی بن گوریون |
| هواپیمایی امارات                           | فرودگاه بین‌المللی دوبی |
| هواپیمایی اتیوپی                           | بوول، فرودگاه دوبلین |
| هواپیمایی اتحاد                            | فرودگاه بین‌المللی ابوظبی |
| اوا ایر                                    | فرودگاه بین‌المللی تائویوان تایوان |
| فیجی ایرویز                                | فرودگاه بین‌المللی نادی |
| فرانتیر ایرلاینز                           | هارتسفیلد-جکسون آتلانتا، اوهر شیکاگو، دنور، اورلاندو فصلی: سینسیناتی/کنتاکی شمالی، فرودگاه بین‌المللی کلیولند هاپکینز، Colorado Springs |
| گریت لیکز ایرلاینز                         | فرودگاه صحرایی برندزینو لاو فیلد |
| هاینان ایرلاینز                            | چانگشا هوانگهوا، فرودگاه بین‌المللی چنگدو شوانگلیو، فرودگاه بین‌المللی چنگچینگ ییانگبی |
| هاوایین ایرلاینز                           | هونولولو، کاهولوی، فرودگاه لیهوئه فصلی: فرودگاه بین‌المللی کونا |
| هنگ کنگ ایرلاینز                           | فرودگاه بین‌المللی هنگ کنگ (آغاز از ۱۸ دسامبر ۲۰۱۷) |
| ایبریا ایرلاین                             | فصلی: فرودگاه مادرید-باراخاس |
| Interjet                                   | کانکون، کینتانا رو، دن میگوئل هیدالگو وای کوستیا، مکزیکو سیتی |
| خطوط هوایی ژاپن                            | کانزای، فرودگاه بین‌المللی ناریتا |
| جت‌بلو                                      | لوگان، بوفالو نیاگارا، فورت لادردیل–هالیوود، اورلاندو, فرودگاه بین‌المللی جان اف کندی |
| کاال‌ام                                     | فرودگاه اسخیپول آمستردام |
| کورین ایر                                  | اینچئون |
| لان ایرلاینز                               | خورخه چاوز، فرودگاه بین‌المللی کومودورو ارتورو مرینو بنیتز |
| لان پرو                                    | فرودگاه بین‌المللی خورخه چاوز |
| Level                                      | فصلی: فرودگاه بارسلونا-ال پرات |
| لوت پولیش ایرلاینز                         | فرودگاه شوپن ورشو |
| لوفت‌هانزا                                  | فرانکفورت، فرودگاه مونیخ |
| Mokulele Airlines                          | شهرستان ایمپریال، فرودگاه عمومی سانتا ماریا (پایان در ۲ اکتبر ۲۰۱۷) |
| نروجین ایر شاتل اجرا توسط نروجین لانگ هاول | فرودگاه بارسلونا-ال پرات، کپنهاگ، گاتویک، شارل دوگل، گاردرموئن اسلو، فرودگاه لئوناردو دا وینچی-فیومیچینو (آغاز از ۱۱ نوامبر ۲۰۱۷), فرودگاه استکهلم-آرلاندا |
| فیلیپین ایرلاینز                           | فرودگاه بین‌المللی نینوی آکوئینو |
| کانتاس                                     | بریزبن، ملبورن، فرودگاه سیدنی |
| هواپیمایی قطر                              | حمد |
| هواپیمایی سعودی                            | ملک عبدالعزیز، ملک خالد |
| هواپیمایی اسکاندیناوی                      | استکهلم-آرلاندا |
| سیچوان ایرلاینز                            | چنگدو شوانگلیو، هانگجو ژیاشان، فرودگاه بین‌المللی جینان یاکیانگ |
| سنگاپور ایرلاینز                           | اینچئون، چانگی سنگاپور، فرودگاه بین‌المللی ناریتا |
| ساوت‌وست ایرلاینز                           | آلبوکرکی، هارتسفیلد-جکسون آتلانتا، آستین، ثرگود مارشال بالتیمور واشینگتن، فرودگاه بین‌المللی کانکون، کینتانا رو، میدوی شیکاگو، دالاس لاو، دنور، ال پاسو، ویلیام پی. هابی، ایندیاناپلیس، کانزاس‌سیتی، مک‌کاران، دنیل اودوبر کیروش، ژنرال میچل، نشویل، لوئیز آرمسترانگ نیو اورلنان، اوکلند، فینکس اسکای هاربر، پیتسبورگ، پورتلند، فرودگاه بین‌المللی ال آی سی. گوستاو دیاز اورداز، رنو تاهوئه، سکرامنتو، لامبرت-ست لوی، سالت‌لیک‌سیتی، سن آنتونیو، سانفرانسیسکو، سان خوزه، فرودگاه بین‌المللی لوس کابوس، فرودگاه بین‌المللی توسان فصلی: فرودگاه صحرایی اپلی |
| اسپیریت ایرلاینز                           | هارتسفیلد-جکسون آتلانتا، ثرگود مارشال بالتیمور واشینگتن، کلیولند هاپکینز، اوهر شیکاگو، دالاس-فورت ورث، دنور، متروپولیتن شهرستان وین دیترویت، فورت لادردیل–هالیوود، جرج بوش، کانزاس‌سیتی، مک‌کاران، مینیاپولیس−سنت پل، لوئیز آرمسترانگ نیو اورلنان، اوکلند، فیلادلفیا، فرودگاه بین‌المللی پیتسبورگ، پورتلند، فرودگاه بین‌المللی سیاتل-تاکوما |
| سان کانتری ایرلاینز                        | فرودگاه بین‌المللی مینیاپولیس−سنت پل |
| سوئیس اینترنشنال ایرلاینز                  | فرودگاه زوریخ |
| توماس کوک ایرلاینز                         | فصلی: فرودگاه منچستر |
| ترکیش ایرلاینز                             | فرودگاه بین‌المللی آتاترک |
| یونایتد ایرلاینز                           | ثرگود مارشال بالتیمور واشینگتن، لوگان، کانکون، کینتانا رو، اوهر شیکاگو، کلیولند هاپکینز، دنور، هیلو، هونولولو، جرج بوش، کاهولوی، کونا، مک‌کاران، لیهوئه، هیترو، ملبورن، مکزیکو سیتی، لیبرتی نیوآرک، اورلاندو, سانفرانسیسکو، شانگهای پودنگ، فرودگاه چانگی سنگاپور (آغاز از ۲۷ اکتبر ۲۰۱۷), سیدنی، ناریتا، فرودگاه بین‌المللی دالس واشینگتن فصلی: آستین، ال آی سی. گوستاو دیاز اورداز، لوس کابوس، فرودگاه بین‌المللی سیاتل-تاکوما |
| یونایتد اکسپرس                             | آلبوکرکی، آستین، بویزی، Colorado Springs, دالاس-فورت ورث، فرسنو یوسیمیتی، مک‌کاران، دل بایو، مینیاپولیس−سنت پل، مانتری، ویل راجرز، پام اسپرینگز، فینکس اسکای هاربر، رنو تاهوئه، سکرامنتو، سالت‌لیک‌سیتی، سن آنتونیو، سن دیه‌گو، سانفرانسیسکو، سن لویس شهرستان ابیسپو، شهرستان سانتا باربارا، سیاتل-تاکوما، فرودگاه شهری سنت جورج (ازسرگیری دوباره از ۵ اکتبر ۲۰۱۷), توسان، فرودگاه بین‌المللی ونکوور فصلی: شهرستان اسپن – پیتکین، بوزمن یلوواستون، یمپا ولی، جکسن هول، مونتروز |
| ویرجین آتلانتیک                            | هیترو |
| ویرجین استرالیا                            | بریزبن، ملبورن، سیدنی |
| ویواآئروبوس                                | فرودگاه بین‌المللی دن میگوئل هیدالگو وای کوستیا (آغاز از ۶ دسامبر ۲۰۱۷) |
| ولاریس                                     | ال آی سی. خزوس تران پردو، ژنرال گوادالوپ ویکتوریا، دن میگوئل هیدالگو وای کوستیا، دل بایو، مکزیکو سیتی، ژنرال فرنسیسکو موییکا، سوسوکوتلن، کوئره‌تارو، اوروآپان، فرودگاه بین‌المللی ژنرال لئوباردو رویز فصلی: فرودگاه بین‌المللی ال آی سی. گوستاو دیاز اورداز (آغاز از ۱۷ نوامبر ۲۰۱۷) |
| وست جت                                     | کالگری، ادمونتون، پیرسون تورنتو، فرودگاه بین‌المللی ونکوور |
| واو ایر                                    | فرودگاه بین‌المللی کفلاویک |
| ژیامن ایرلاینز                             | فرودگاه بین‌المللی کینگدائو لیوتینگ (آغاز از۱۱ دسامبر ۲۰۱۷), فرودگاه بین‌المللی زیامن گائوچی |
| ایکس‌ال ایرویز فرانسه                       | فصلی: فرودگاه شارل دوگل پاریس |

توضیحات:
1. ↑  Qantas also flies to/from New York–JFK, but only for international, connecting traffic. Due to آزادی‌های هوایی, foreign airlines may not transport revenue passengers solely between US destinations.

### باری
| شرکت‌های هواپیمایی                               | مقصدهای پروازی |
| ----------------------------------------------- | --- |
| آئرویونیون                                      | دن میگوئل هیدالگو وای کوستیا، دل بایو، مکزیکو سیتی، فرودگاه بین‌المللی ژنرال ماریانو اسکبیدو |
| ایربریج‌کارگو                                    | فرودگاه اسخیپول آمستردام، تد استیونز انکوریج، هنگ کنگ، شانگهای پودنگ |
| Air China Cargo                                 | پکن، نیو کیتو، شانگهای پودنگ |
| آلوها ایر کارگو اجرا توسط ای‌بی‌ایکس ایر          | هونولولو |
| آسیانا ایرلاینز                                 | تد استیونز انکوریج، سانفرانسیسکو، اینچئون |
| کارگولوکس                                       | تد استیونز انکوریج، کالگری، فرودگاه گلاسگو پرستویک، فرودگاه لوگزامبورگ - فیندل، مکزیکو سیتی، فرودگاه میلانو مالپنسا، سیاتل-تاکوما |
| کاتای پاسیفیک                                   | تد استیونز انکوریج، هنگ کنگ، مکزیکو سیتی، فرودگاه بین‌المللی پورتلند |
| Centurion Air Cargo                             | دن میگوئل هیدالگو وای کوستیا، مکزیکو سیتی، میامی، ناریتا |
| چاینا ایرلاینز                                  | تد استیونز انکوریج، کانزای، سانفرانسیسکو، تائویوان |
| چاینا کارگو ایرلاینز                            | شانگهای پودنگ |
| هواپیمایی جنوبی چین                             | بایون گوآنگجو، هفئی ژینگیاو، شانگهای پودنگ، تیانجین بینهای، ونکوور، ژنگژو سین‌ژنگ |
| دی‌اچ‌ال اوییشن اجرا توسط ای‌بی‌ایکس ایر            | سینسیناتی/کنتاکی شمالی، دن میگوئل هیدالگو وای کوستیا، فرودگاه بین الملی هونولولو، باهیاس د هواتولکو، مکزیکو سیتی، پورتلند، سانفرانسیسکو، خوآن سانتاماریا، بویینگ |
| دی‌اچ‌ال اوییشن اجرا توسط ایر ترنسپورت اینترنشنال | پورتلند، بویینگ |
| دی‌اچ‌ال اوییشن اجرا توسط اطلس ایر                | تد استیونز انکوریج، کالگری، سینسیناتی/کنتاکی شمالی، سانفرانسیسکو، اینچئون، ناریتا |
| دی‌اچ‌ال اوییشن اجرا توسط کالیتا ایر              | فرودگاه بین الملی هونولولو، سیاتل-تاکوما، اینچئون |
| دی‌اچ‌ال اوییشن اجرا توسط ساوثرن ایر              | هنگ کنگ، لایپزیگ/هال |
| دی‌اچ‌ال اوییشن اجرا توسط پولار ایر کارگو         | تد استیونز انکوریج، سینسیناتی/کنتاکی شمالی، اینچئون |
| دی‌اچ‌ال اجرا توسط امری‌فلایت                      | فینکس اسکای هاربر، توسان |
| امارات اسکای‌کارگو                               | فرودگاه کپنهاگ، آل مکتوم، مکزیکو سیتی، ساراگوسا |
| اوا ایر                                         | تد استیونز انکوریج، تائویوان |
| فدکس اکسپرس                                     | لوگان، فرودگاه باب هوپ، اوهر شیکاگو، دالاس-فورت ورث، ادمونتون، فرودگاه فوت ورث الاینس، فرسنو یوسیمیتی، فرودگاه بین الملی هونولولو، ایندیاناپلیس، ممفیس، مینیاپولیس−سنت پل، نشویل، لیبرتی نیوآرک، اوکلند، انتاریو، فرودگاه جان وین، فینکس اسکای هاربر، پورتلند، سن دیه‌گو، سیاتل-تاکوما، سیدنی |
| کورین ایر                                       | تد استیونز انکوریج، سانفرانسیسکو، اینچئون، ناریتا |
| لوفت‌هانزا کارگو                                 | فرانکفورت، منچستر |
| MasAir                                          | ویراکوپوس-کامپیناس، دن میگوئل هیدالگو وای کوستیا، منیول کرسسنسیو ریجون، مکزیکو سیتی، نیو کیتو |
| نشنال ایرلاینز (ان۸)                            | تد استیونز انکوریج، چوبو سنترایر |
| نیپون کارگو ایرلاینز                            | سانفرانسیسکو، ناریتا |
| کانتاس فرایت اجرا توسط اطلس ایر                 | فرودگاه اوکلند، چنگچینگ ییانگبی، فرودگاه بین الملی هونولولو، فرودگاه ملبورن، سیدنی |
| هواپیمایی قطر                                   | حمد، فرودگاه لوگزامبورگ - فیندل، مکزیکو سیتی |
| سنگاپور ایرلاینز کارگو                          | فرودگاه اسخیپول آمستردام، تد استیونز انکوریج، فرودگاه بروکسل، فرودگاه بین‌المللی سینسیناتی/کنتاکی شمالی، چاتراپاتی شیواجی |
| اسکای لیز کارگو                                 | میامی، ناریتا |
| یوپی‌اس ایرلاینز                                 | دالاس-فورت ورث، لوئیویل، انتاریو |